# Grimacco
Grimacco (friülà Grimàc, eslovè Garmak) és un municipi italià, dins de la província d'Udine, a l'Eslàvia friülana. L'any 2007 tenia 427 habitants. Limita amb els municipis de Kanal ob Soči, Kobarid (Eslovènia), Drenchia, San Leonardo, Savogna i Stregna. Segons el cens de 1971, el 77,2% de la població és eslovena.

## Fraccions
Arbida/Arbida, Brida Inferiore/Dolenje Bardo, Brida Superiore/Gorenje Bardo, Canalaz/Kanalac, Clodig/Hlodič, Costne/Hostne, Dolina/Vodopivac, Grimacco Inferiore/Mali Garmak, Grimacco Superiore/Veliki Garmak, Liessa/Liesa, Lombai/Lombaj, Plataz/Platac, Podlach/Podlak, Rucchin/Zaločilo, Scale/Skale, Seuza/Seucè, Slapovicco/Slapovik, Sverinaz/Zverinac, Topolò/Topolove, Ville di Mezzo (o Case Fanfani).

## Administració

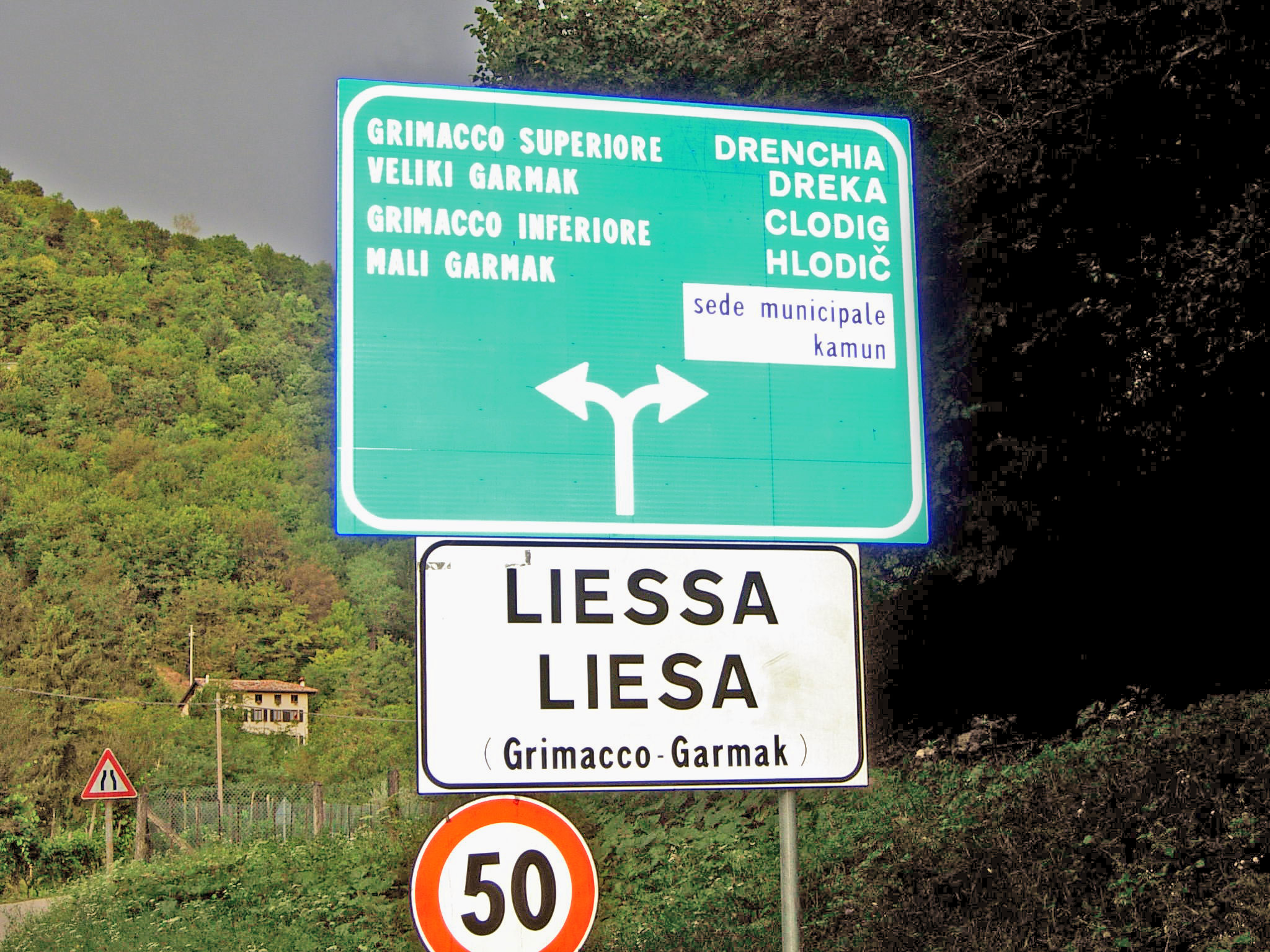
Bilingüisme italo-eslovè

| Període   | Identitat           | Partit                     |
| --------- | ------------------- | -------------------------- |
| 1945-1960 | Antonio Pauletig    |                            |
| 1960-1965 | Giuseppe Clodig     |                            |
| 1965-1975 | Lucio Zufferli      |                            |
| 1975-1990 | Fabio Bonini        | Partito Comunista Italiano |
| 1990-1994 | Elio Chiabai        | Democrazia Cristiana       |
| 1994-2009 | Lucio Paolo Canalaz | Llista cívica              |
| 2009-     | Eliana Fabello      | Llista cívica              |

## Personatges il·lustres
- Rinaldo Luszach (Costne 1910 - Cividale 1978) poeta en eslovè, autor del recull poètic Narava an ljudje - moja ljubezan;
- Pietro Fanna (Clodig 1958 -) futbolista que va jugar a la selecció nacional italiana.